# 野水克己
野水 克己（のみず かつみ、1924年12月1日 - 2008年11月5日）は、日本の数学者。

## 略歴
大阪府出身。旧制第三高等学校卒、大阪大学理学部卒、シカゴ大学でPh.D.を取得。名古屋大学、ブラウン大学教授。パリ大学、ボン大学、ブラジルの純粋応用数学研究所(IMPA)、大阪大学客員教授。専門は多様体上の接続論。

## 著作
- "Lie groups and differential geometry", 日本数学会 1956年[10]
- "Foundations of linear algebra", McGraw-Hill 1966年[11]
  - 『線形代数の基礎(上下)』裳華房 矢野健太郎訳[12] 1974年
- 『現代微分幾何入門』裳華房、1981年[13]
- 小林昭七との共著、"Foundations of Differential Geometry（英語版）, I, II", Kobayashi & Nomizu, Interscience Publishers (Wiley Classics Library)[14]1963年, 1969年
- 『数学のための英語案内』 サイエンス社 1993年[15]